# Saint-Bonnet-Tronçais
Pour les articles homonymes, voir Saint-Bonnet (homonymie).
Saint-Bonnet-Tronçais est une commune française, située dans le département de l'Allier en région Auvergne-Rhône-Alpes.

## Géographie

### Situation et description
Le village se trouve en bordure nord de  la forêt de Tronçais, forêt domaniale qui est réputée être la plus belle chênaie d'Europe, dont la célèbre futaie Colbert, située sur le territoire communal et qui abrite des sujets remarquables (Chêne Saint-Louis, Chêne Stebbing, Chêne de la Résistance).

### Climat
Pour des articles plus généraux, voir Climat d'Auvergne-Rhône-Alpes et Climat de l'Allier.
En 2010, le climat de la commune est de type climat océanique dégradé des plaines du Centre et du Nord, selon une étude du CNRS s'appuyant sur une série de données couvrant la période 1971-2000. En 2020, Météo-France publie une typologie des climats de la France métropolitaine dans laquelle la commune est exposée à un climat océanique altéré et est dans la région climatique Ouest et nord-ouest du Massif Central, caractérisée par une pluviométrie annuelle de 900 à 1 500 mm, maximale en automne et en hiver.
Pour la période 1971-2000, la température annuelle moyenne est de 11,1 °C, avec une amplitude thermique annuelle de 15,8 °C. Le cumul annuel moyen de précipitations est de 800 mm, avec 10,9 jours de précipitations en janvier et 7,4 jours en juillet. Pour la période 1991-2020, la température moyenne annuelle observée sur la station météorologique de Météo-France la plus proche, sur la commune d'Isle-et-Bardais à 8 km à vol d'oiseau, est de 11,8 °C et le cumul annuel moyen de précipitations est de 777,6 mm,. Pour l'avenir, les paramètres climatiques de la commune estimés pour 2050 selon différents scénarios d'émission de gaz à effet de serre sont consultables sur un site dédié publié par Météo-France en novembre 2022.

### Hydrographie
Le territoire de la commune est traversé par la Sologne, rivière qui prend sa source à Le Vilhain, au sud de la forêt de Tronçais. Elle traverse également cette forêt avent de rejoindre la Marmande, à Charenton-du-Cher.
L'étang de Saint-Bonnet s'étend sur 44 ha. D'origine naturelle, il a été agrandi à la fin du XVIIIe siècle de manière à pouvoir soutenir le niveau de l'étang de Morat. Il est inscrit à l'inventaire des sites depuis le 1er février 1934.

## Urbanisme

### Typologie
Au 1er janvier 2024, Saint-Bonnet-Tronçais est catégorisée commune rurale à habitat dispersé, selon la nouvelle grille communale de densité à 7 niveaux définie par l'Insee en 2022.
Elle est située hors unité urbaine et hors attraction des villes,.

### Occupation des sols

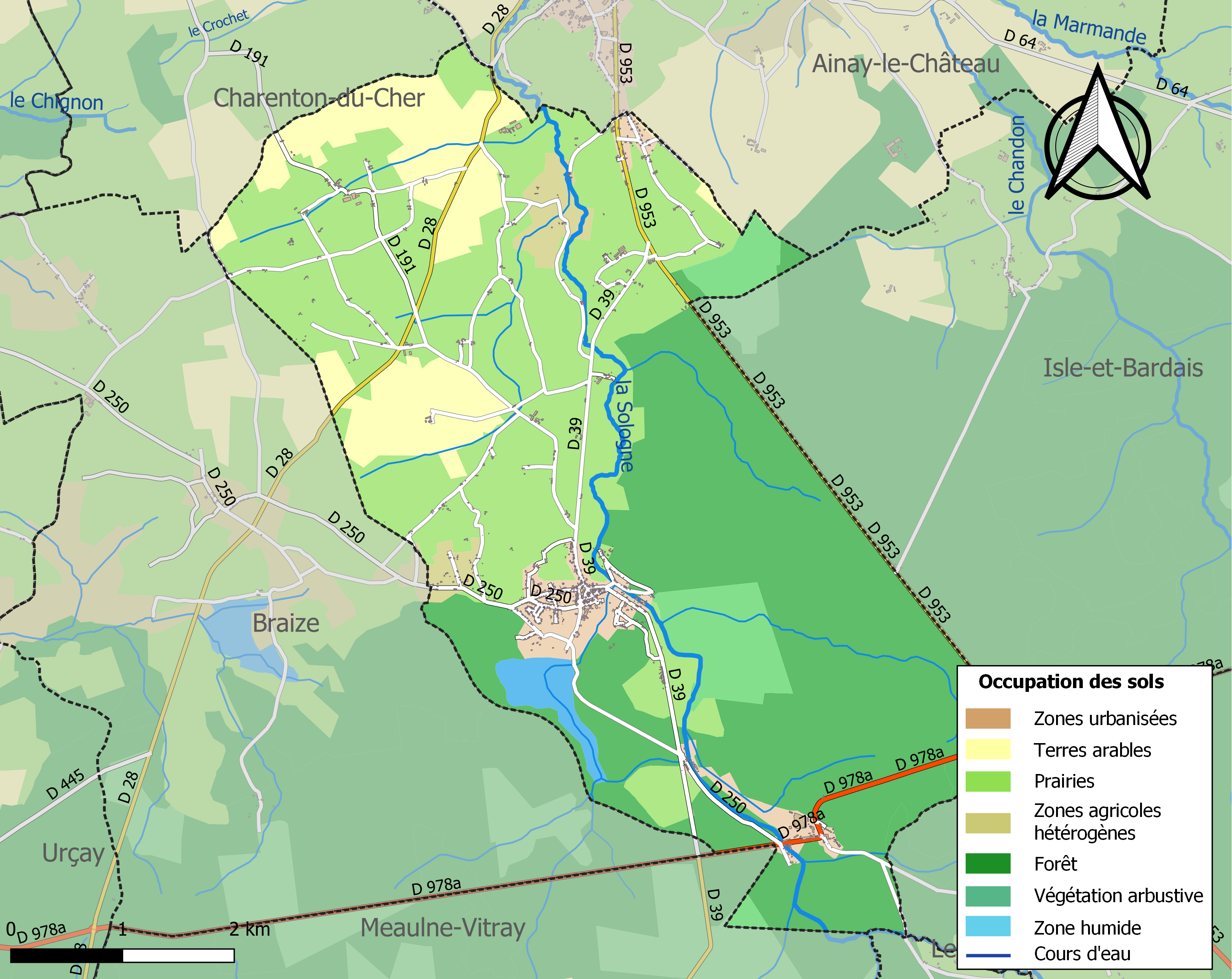
Carte des infrastructures et de l'occupation des sols de la commune en 2018 (CLC).

L'occupation des sols de la commune, telle qu'elle ressort de la base de données européenne d’occupation biophysique des sols Corine Land Cover (CLC), est marquée par l'importance des territoires agricoles (50,9 % en 2018), en diminution par rapport à 1990 (52,8 %). La répartition détaillée en 2018 est la suivante : forêts (39 %), prairies (38,6 %), terres arables (10,2 %), milieux à végétation arbustive et/ou herbacée (4,7 %), zones urbanisées (2,9 %), zones agricoles hétérogènes (2,1 %), eaux continentales (1,4 %), espaces verts artificialisés, non agricoles (1,1 %).
L'IGN met par ailleurs à disposition un outil en ligne permettant de comparer l’évolution dans le temps de l’occupation des sols de la commune (ou de territoires à des échelles différentes). Plusieurs époques sont accessibles sous forme de cartes ou photos aériennes : la carte de Cassini (XVIIIe siècle), la carte d'état-major (1820-1866) et la période actuelle (1950 à aujourd'hui).

## Toponymie

### Tronçais
Le nom de la commune fait référence à la forêt de Tronçais qui l'entoure. Le terme dérive du mot tronce, en vieux français, lequel désigne les gros troncs de chêne.

## Histoire
Dès l’époque gallo-romaine, la cité constitue un carrefour entre la voie reliant Avaricum (Bourges) à Augustonemetum (Clermont-Ferrand) et celle allant de Bourbon à Drevant (près de Saint-Amand-Montrond).
L’eau des étangs, avec la forêt et le minerai, sont à l’origine de l’essor de Saint-Bonnet-Tronçais. Le nom de la commune fait référence à la forêt de Tronçais. Tronçais dérive du mot tronce, en vieux français, qui désigne les gros troncs de chêne. La commune porte ce nom depuis 1893. Auparavant, elle s’appelait Saint-Bonnet-le-Désert.
La commune porta, pendant la Révolution française, le nom de Bonnet-sur-Sologne puis celui de Le Désert avant de redevenir Saint-Bonnet-le-Désert.

## Politique et administration

### Liste des maires
| Période                                  | Période                   | Identité       | Étiquette | Qualité                          |
| ---------------------------------------- | ------------------------- | -------------- | --------- | -------------------------------- |
| Les données manquantes sont à compléter. |                           |                |           |                                  |
| mars 1965                                | février 1973              | Marcel Tenevot |           |                                  |
| février 1973                             | mars 1989                 | André Chaput   |           |                                  |
| mars 1989                                | mars 1995                 | Francis Fleury |           |                                  |
| mars 1995                                | mars 2008                 | Alain René     |           |                                  |
| mars 2008                                | mai 2020                  | Alain Gaubert  | PS        | Retraité de la fonction publique |
| mai 2020                                 | En cours (au 4 juin 2020) | Didier Regrain |           |                                  |

## Population et société

### Démographie
L'évolution du nombre d'habitants est connue à travers les recensements de la population effectués dans la commune depuis 1793. Pour les communes de moins de 10 000 habitants, une enquête de recensement portant sur toute la population est réalisée tous les cinq ans, les populations de référence des années intermédiaires étant quant à elles estimées par interpolation ou extrapolation. Pour la commune, le premier recensement exhaustif entrant dans le cadre du nouveau dispositif a été réalisé en 2004.

En 2022, la commune comptait 739 habitants, en évolution de +2,35 % par rapport à 2016 (Allier : −1,38 %, France hors Mayotte : +2,11 %).
| 1793 | 1800 | 1806 | 1821 | 1831 | 1836  | 1841  | 1846  | 1851  |
| ---- | ---- | ---- | ---- | ---- | ----- | ----- | ----- | ----- |
| 603  | 584  | 842  | 915  | 890  | 1 035 | 1 117 | 1 203 | 1 298 |

| 1856  | 1861  | 1866  | 1872  | 1876  | 1881  | 1886  | 1891  | 1896  |
| ----- | ----- | ----- | ----- | ----- | ----- | ----- | ----- | ----- |
| 1 490 | 1 448 | 1 480 | 1 802 | 2 054 | 1 437 | 1 515 | 1 453 | 1 403 |

| 1901  | 1906  | 1911  | 1921  | 1926  | 1931  | 1936 | 1946 | 1954 |
| ----- | ----- | ----- | ----- | ----- | ----- | ---- | ---- | ---- |
| 1 340 | 1 384 | 1 361 | 1 227 | 1 164 | 1 167 | 972  | 965  | 875  |

| 1962  | 1968  | 1975  | 1982 | 1990 | 1999 | 2004 | 2006 | 2009 |
| ----- | ----- | ----- | ---- | ---- | ---- | ---- | ---- | ---- |
| 1 066 | 1 105 | 1 003 | 853  | 913  | 783  | 789  | 760  | 751  |

| 2014 | 2019 | 2022 | - | - | - | - | - | - |
| ---- | ---- | ---- | - | - | - | - | - | - |
| 732  | 730  | 739  | - | - | - | - | - | - |

### Enseignement
La commune est rattachée à l'académie de Clermont-Ferrand.

## Culture locale et patrimoine

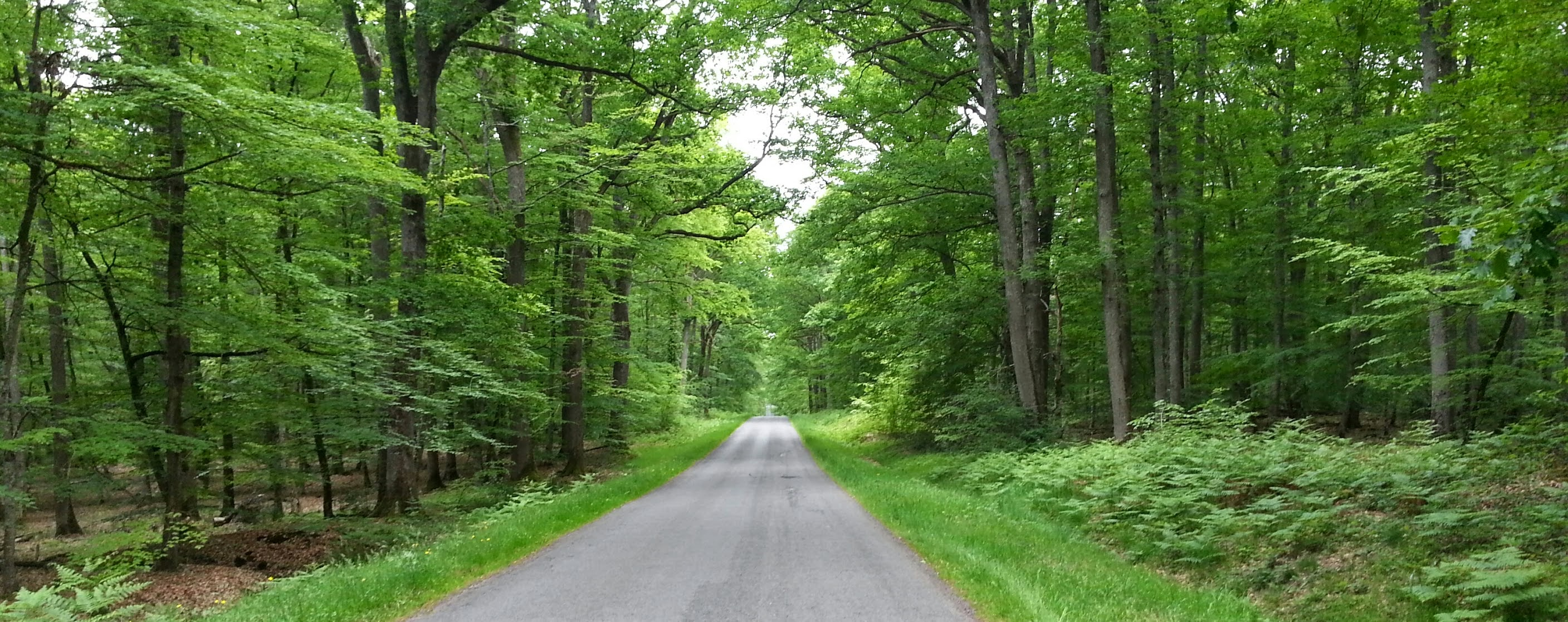
Forêt de Tronçais

### Lieux et monuments
- Église Saint-Bonnet de Saint-Bonnet-Tronçais du XIXe siècle.
- Une partie de la forêt de Tronçais, dont :
  - la futaie Colbert et le chêne de la Résistance ;
  - les étangs de Saint-Bonnet, de Tronçais et de Morat.
- Anciennes forges de Tronçais et de Morat[19].

### Personnalités liées à la commune
- Nicolas Rambourg (1751-1827), maître de forges, il crée les forges de la forêt de Tronçais.
- Paul Rambourg (1799-1873), fils de Nicolas, né à Saint-Bonnet-Tronçais. Industriel, député de l'Allier de 1857 à 1863.
- Jean-Marie Apostolidès (1943-2023), écrivain français.
- François Terrasson, écologiste et chercheur, y est né en 1939.

### Héraldique
|  | Les armes de la commune se blasonnent ainsi : D’azur à la bande cousue de gueules, chargé d’un étui de crosse, accosté de deux fleurs de lys le tout d’argent posé à plomb, accompagné en chef d’une enclume d’or et en pointe d’une feuille de chêne du même. |